# Corte Superior de Justicia de Ucayali
La Corte Superior de Justicia de Ucayali es el tribunal de apelación cuya sede es la ciudad de Pucallpa, capital del departamento homónimo y cuya competencia se extiende a todo el Distrito Judicial de Ucayali. Fue creada el 19 de diciembre de 1989 durante el primer gobierno de Alan García. Está compuesta por un total de 4 salas superiores que conocen en segunda instancia las sentencias expedidas por los juzgados especializados del distrito judicial.

## Historia
Hasta el año 1989, el departamento de Ucayali pertenecía al Distrito Judicial de Huánuco. El 19 de diciembre de 1989, durante el primer gobierno de Alan García se emitió la Ley N° 25147 que creó el Distrito Judicial de Ucayali y estableció su jurisdicción en dicho departamento además de la provincia de Puerto Inca del departamento de Huánuco. Sin embargo, su instalación se postergó hasta el 17 de abril de 1993 bajo el gobierno de Alberto Fujimori. El primer presidente de la Corte fue el señor Walter Costa Clientes.

## Competencia territorial
Según la organización territorial inicial, las Cortes Superiores tenían competencia territorial en el departamento de su sede, el mismo que se correspondía con un determinado Distrito Judicial. Sin embargo, esta división fue modificándose paulatinamente por razones de cercanía comunicativa. En la actualidad la Corte Superior de Justicia de Ucayali es la confirmación de esa regla al tener competencia territorial sobre todo el territorio del departamento de Ucayali pero, además, por razones de cercanía comunicativa, también tiene competencia sobre el territorio de la provincia de Puerto Inca que forma parte del departamento de Huánuco.

## Composición
La Corte Superior de Justicia de Ucayali está conformada por 4 salas superiores (1 civil, 2 penales y 1 laboral) con sede en la ciudad de Pucallpa. Cada Sala está conformada por tres jueces superiores que, en el Perú, reciben la denominación de "vocales superiores". La reunión de todos los vocales superiores constituyen la "Sala Plena" que es el máximo órgano deliberativo de la Corte Superior.

## Presidente de la Corte Superior
De conformidad con los artículos 38 y 45 de la Ley Orgánica del Poder Judicial, los vocales eligen un Presidente de la Corte Superior. En el caso de Moquegua, la elección se realiza el primer jueves del mes de diciembre cada dos años mediante votación secreta de los vocales superiores titulares.
El actual Presidente de la Corte Superior es el doctor Américo Urcino Torres Lozano